# Vessilio Bártoli
Vessilio Bártoli (Vado Ligure, Italia; 6 de junio de 1908-Vado Ligure; 14 de marzo de 1981) fue un futbolista y entrenador italiano de fútbol. 

## Biografía
Como futbolista se desempeñaba como mediocampista y jugó para: Vado, Savona e Imperia. Con Savona ganó la Serie A de Italia en 1933-34.
Tras su traslado a Sudamérica, entrenó al Sportivo Luqueño de Paraguay, logrando ganar el título nacional dos veces (1951 y 1953). Los éxitos a nivel de clubes persuadieron a la Federación Paraguaya de Fútbol de asignar a Bartoli el liderazgo de la selección nacional que participó en los juegos clasificatorios al Mundial de 1954, entrenando en cuatro partidos con dos victorias y dos derrotas con ocho goles marcados y seis goles encajados: alineando a un equipo basado en gran parte en la nómina de Sportivo Luqueño. El técnico italiano se enfrentó a Brasil en dos partidos en marzo de 1954, aunque perdió en ambas ocasiones.
El 16 de junio de 1955 sobrevivió a un accidente aéreo cuando un avión de la empresa Panair do Brasil se estrelló en las cercanías de Asunción. Después de permanecer en Paraguay hasta regresó a Italia y estuvo al frente del Vado. En marzo de 1961 regresó a Paraguay para entrenar a Cerro Porteño.
En 1967 ganó la Serie A de Ecuador con El Nacional.
Murió en Vado el 14 de marzo de 1981.

## Clubes

### Como futbolista
| Club    | País   | Año       |
| ------- | ------ | --------- |
| Vado    | Italia | 1931-1932 |
| Savona  | Italia | 1932-1936 |
| Vado    | Italia | 1937-1938 |
| Imperia | Italia | 1938-1939 |

### Como entrenador
| Club                  | País     | Año       |
| --------------------- | -------- | --------- |
| Sportivo Luqueño      | Paraguay | 1950-1953 |
| Selección de Paraguay | Paraguay | 1954      |
| Vado                  | Italia   | 1957-1958 |
| Cerro Porteño         | Paraguay | 1961-1962 |
| Universidad Católica  | Ecuador  | 1965      |
| El Nacional           | Ecuador  | 1967      |

## Palmarés

### Como futbolista
| Título            | Club   | País   | Año       |
| ----------------- | ------ | ------ | --------- |
| Serie A de Italia | Savona | Italia | 1933-1934 |

### Como entrenador
| Título                       | Club             | País     | Año  |
| ---------------------------- | ---------------- | -------- | ---- |
| Primera División de Paraguay | Sportivo Luqueño | Paraguay | 1951 |
| Primera División de Paraguay | Sportivo Luqueño | Paraguay | 1953 |
| Primera División de Paraguay | Cerro Porteño    | Paraguay | 1961 |
| Serie A de Ecuador           | El Nacional      | Ecuador  | 1967 |